# Sklodowskite
La sklodowskite est un minéral, silicate d'uranyle et de magnésium de formule chimique Mg(UO2)2(HSiO4)2·5H2O.

## Description et historique

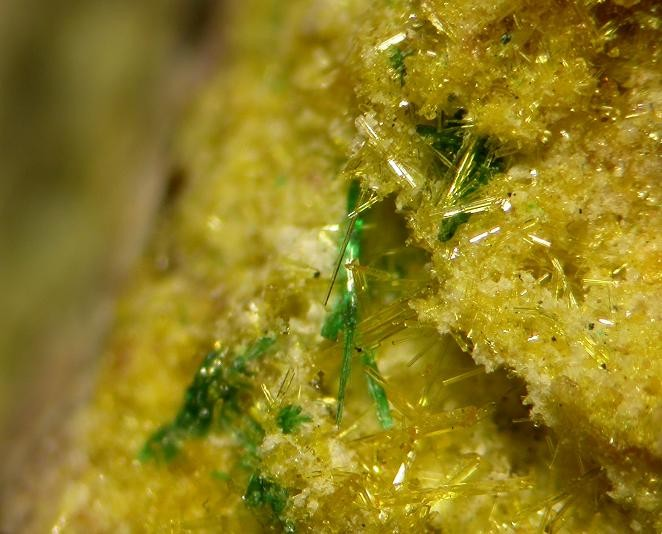
Sklodowskite jaune-vert du Katanga.

Espèce du groupe des silicates et du sous-groupe des nésosilicates, c'est un minéral secondaire qui contient du magnésium et présente une couleur jaune vif. Son habitus, aciculaire, n'exclut pas d'autres formes. Sa dureté est de 2-3 sur l'échelle de Mohs.
Son nom vient du patronyme de Marie Curie, née Maria Sklodowska. C'est l'analogue structurel de la cuprosklodowskite, minéral d'uranium beaucoup plus courant, qui contient du cuivre à la place du magnésium.
Sa découverte est due à Alfred Schoep (1881–1966), en 1924.